# Njörður
Il Njörður è un vulcano sottomarino situato al largo della costa sud-occidentale dell'Islanda.

## Descrizione
Il Njörður è stato scoperto nel 2007 da alcuni studiosi dell'Università d'Islanda e dell'Università delle Hawaii nel corso di un'indagine subacquea a bordo della nave da ricerca R/V Knorr.
Il vulcano si innanza dal fondale oceanico a circa 150 km dalla terraferma, immediatamente a est della dorsale di Reykjanes, una dorsale sottomarina che fa parte dell'estesa dorsale medio atlantica. È un prolungamento della piattaforma continentale su cui si trova l'Islanda.

## Vulcanismo
Il Njörður è un grande vulcano centrale con un'ampia caldera.
La base del vulcano sottomarino si trova tra 900 e 1200 metri sotto la superficie dell'acqua; l'edificio vulcanico si innalza di circa 500-800 metri rispetto all'area circostante e l'elevazione arriva fino a 400 m sotto la superficie oceanica. In sezione, misura circa 50 km alla base. È coronato da due caldere, una delle quali misura 10×13 km, il che fa intuire che le sue camere magmatiche siano piuttosto grandi.
L'età della caldera è stimata in almeno 120.000 anni. È attraversato da un profondo graben, cioè una fossa tettonica e sono state individuate anche numerose fessurazioni vulcaniche. 

## Implicazioni
La scoperta di un vulcano centrale così grande in questa posizione è stata una sorpresa per i geologi. Tenendo conto che lungo la dorsale medio atlantica ci sono due placche in allontanamento tra loro, non era stata sospettata la presenza di edifici vulcanici sottomarini così grandi. Sono state progettate ulteriori campagne di ricerca per ottenere maggiori informazioni.
Il Njörður si è probabilmente originato circa 2,2 milioni di anni fa, quando l'area di espansione del fondale oceanico ha raggiunto la baia di Faxaflói a sud.
Il vulcano è ancora attivo, ma non sembra rappresentare una minaccia per i residenti delle coste islandesi, data la sua notevole profondità.